# Shantipur (Gulmi)
Shantipur (nep. शान्तिपुर) – gaun wikas samiti w zachodniej części Nepalu w strefie Lumbini w dystrykcie Gulmi. Według nepalskiego spisu powszechnego z 2001 roku liczył on 790 gospodarstw domowych i 3965 mieszkańców (2171 kobiet i 1794 mężczyzn).